# 来苏糖
來蘇糖是一種戊醛糖，在自然界罕見。例如，細菌糖脂質的成分就含有來蘇糖。

## 外部連結
- E. coli K-12 Pathway: L-lyxose degradation （页面存档备份，存于）